# 異色肌
異色肌（いしょくはだ）とは、自然には存在しない色の肌のことである。
ただし、ファゲイト一族などメトヘモグロビン血症によって青い肌を自然に持つ者が稀に生まれることがある。

## 架空のキャラクター
フィクションでは宇宙人や人外など、生まれつき肌が青色や緑色などのキャラクターがいる。
ただし、異色肌とは以下に述べるボディペイントをしたギャルカルチャーの文脈で使われる用語で、架空のキャラクターを異色肌と呼ぶ事は一般的ではない。

## ボディペイント

### 異色肌ギャル
ボディペインティングで肌を自然には存在しない色に塗る事が特徴。
顔や体を自然には存在しない色に塗る歴史は古いが、「異色肌」という言葉は2017年に日本のタレントであるMiyakoと仲間達によってツイッターを通じて世界中に広められた。#ishokuhada というハッシュタグとともに、肌をカラフルに塗り、その写真をインターネットに投稿する者が多く現れた。
異色肌ギャルは、2014年ごろにMiyakoが肌を黄色に塗ることから始まり、より人間の肌色から遠い緑や青にも塗るようになった。そして、2017年夏にデコラ系ファッションに異色肌のグループ写真をツイッターに投稿したところ大きな反響を呼び、"Ishoku-hada"として世界に広まった。元々の着想は、ギャルファッションの派手髪や派手メイクの延長上に、SFでおなじみのカラフルな肌の宇宙人の要素をミックスしたものであった。

### 海外での状況
2017年のSNSでの異色肌ブームの影響は不明だが、2018年2月にはイタリアのブランド、モスキーノのファッションショーで、ジェレミー・スコットがプロデュースを行い"Alien Nation"（宇宙人国家）というテーマで赤・黄・青・緑など様々な肌色のモデルをランウェイに登場させた。これはドナルド・トランプ大統領がアメリカに来る非白人の移民を敵視して排除する心根を批判する意図があった。
2020年にはイギリスのインスタグラマーLhouraii Li がエイリアンに憧れて、青い肌の全身メイクをすることで有名となった。
また、米国のリアリティ番組『ル・ポールのドラァグ・レース』のエピソード2ではブレア・セント・クレア がピンクの肌で登場した。

### パフォーマー
ギルバート&ジョージによる人間彫刻では、全身を彫刻のように塗ったパフォーマンスを行う。
暗黒舞踏では、全身をドーランで白塗りし、グロテスクなダンスを披露する。
パフォーマー集団のブルーマンも全身を青く塗っている。

### 歴史上の民族習慣
肌を異色に塗るという文化は歴史的に古くから見られるものである。
例えば、ローマの、ピクト人の戦士は敵を威嚇するために青い肌に塗っていたと記述している。有名な例ではジョン・ホワイトによる全裸に青い肌のピクト人の想像図）。
マヤ文明においても、赤・青・緑などのボディペイントが行われていた。

## 心理的効果
多様な肌の色をもたらすことによって、肌の色に対する人種差別を和らげる効果がある 。ただし、Kawaiiの枠組みから外れると、ガングロギャルのように見る者を不快にすることもある。
また、ボディペイントの場合、ファンデーションと同様に、自然な肌のコンディションを塗りつぶすことで劣等感を消す効果がある。メイクによって自分ではない他の誰かになる錯覚をもたらすとされるが、異色肌ではさらに人外の何か（特殊能力を持ったエイリアンなど）になる錯覚をもたらす効果も考えられる。